# My Shiralee

My Sheralee est le premier album solo de Broderick Smith sorti en 2002 par le biais du label New Market Music.

## Liste des chansons
| No  | Titre                                                            | Durée |
| --- | ---------------------------------------------------------------- | ----- |
| 1.  | My Shiralee (Broderick Smith, Randy Bulpin)                      | 4:01  |
| 2.  | A Perfect World (Broderick Smith, Matt Walker)                   | 5:43  |
| 3.  | Stella Joy (Broderick Smith, Randy Bulpin)                       | 4:12  |
| 4.  | Crystal (Broderick Smith, Randy Bulpin)                          | 2:49  |
| 5.  | All I Saw Was Blue (Broderick Smith, Phillip Hyde)               | 3:52  |
| 6.  | Tonight A Star Was Born (Broderick Smith, Nick Smith)            | 3:28  |
| 7.  | No Sleep At The Cross (Phillip Hyde)                             | 3:48  |
| 8.  | A Storm Is Coming (Broderick Smith, Nick Smith, R. O’Connor)     | 3:23  |
| 9.  | Tomorrow Wendy (A. Prieboy)                                      | 4:39  |
| 10. | Stealing From The Devil's Garden (Broderick Smith, R. Pleasance) | 4:06  |
| 11. | Holy Duty (Broderick Smith, Phillip Hyde)                        | 3:16  |
| 12. | Beulah River (Broderick Smith)                                   | 4:08  |